# Nieuport 14
Il Nieuport 14 fu un aereo da ricognizione biposto, monomotore e biplano, sviluppato dall'azienda aeronautica francese Société Anonyme des Établissements Nieuport negli anni dieci del XX secolo.
Introdotto nel 1916 come equipaggiamento dei reparti di ricognizione aerea dell'Aéronautique Militaire, la componente aerea dell'Armée de terre (l'esercito francese), durante le prime fasi della prima guerra mondiale, gravato da prestazioni inferiori a quelle indicate dalle specifiche venne ben presto sostituito da modelli più recenti e relegato a compiti di seconda linea.

## Storia del progetto
Per sopperire alle esigenze belliche della nuova arma aerea impiegata dalla Francia nelle prime fasi della prima guerra mondiale, nell'estate 1915 l'Aéronautique Militaire emise un ordine di fornitura per un nuovo modello di aereo militare biposto, in grado di effettuare missioni di ricognizione aerea e di avere un raggio d'azione di 180 km (97 nmi) mentre trasportava un carico di bombe da caduta.
In risposta la Nieuport avviò lo sviluppo del modello "14", basandosi sul precedente ricognitore Nieuport 12 ma equipaggiandolo con un propulsore dalla maggiore potenza, un Hispano-Suiza 8 otto cilindri a V raffreddato a liquido in sostituzione del rotativo raffreddato ad aria. Tale modifica impose l'allungamento della fusoliera, allo scopo di trovare un nuovo bilanciamento del velivolo, essendosi spostato il centro di massa causa i diversi ingombri e peso del nuovo motore; inoltre si agì anche sulla velatura che, pur mantenendo la struttura tipica dei profili alari dell'epoca, struttura interamente lignea ricoperta da tela, venne aumentata in apertura, aggiungendo un'ulteriore coppia di montanti interalari per ristabilire la necessaria integrità strutturale complessiva. Il prototipo, portato in volo per la prima volta nel settembre 1915, vedeva il pilota sedere nell'abitacolo posteriore; tuttavia tale disposizione fu ben presto rovesciata per favorire un migliore campo visivo al secondo membro dell'equipaggio.
Il suo sviluppo si protrasse oltre le aspettative, con l'azienda che si concentrò nel perfezionamento dell'installazione del motore e dell'ala, con quest'ultima che aumentò la sua superficie alare dagli iniziali 28 ai successivi, e definitivi, 30 m², facendo slittare l'entrata in servizio del nuovo modello a metà del 1916.
L'esperienza acquisita in questa fase permise all'ufficio tecnico della Nieuport di avviarne un ulteriore sviluppo, il Nieuport 15, dotato di un motore maggiorato e una struttura ulteriormente allargata.
Sono inoltre state costruite tre ulteriori cellule indipendenti che alcune fonti hanno collegato al Nieuport 14, tutte accomunate dall'adozione di un radiatore anteriore di tipo automobilistico, ali a campata unica e una fusoliera dotata di una profonda gobba. Una era caratterizzata da grandi aperture alari, allo scopo di migliorare la visibilità, e dotata di un motore Lorraine-Dietrich 8A da 180 hp (134 kW), un'altra aveva un motore Hispano-Suiza da 150 hp (112 kW) e una terza un motore Hispano-Suiza da 220 hp (164 kW) e un'ala con pianta a mezzaluna.
Dato il suo fallimento come aereo da combattimento, ne venne sviluppata una variante da addestramento dedicata, il Nieuport 14 École, caratterizzata dai doppi comandi, ruote anteriori per proteggere l'equipaggio in caso di atterraggio lungo scongiurandone il cappottamento, e motorizzato con un rotativo Le Rhône 9C da 80 hp (60 kW) al posto del V8 originale. È possibile che alcune di queste cellule fossero state realizzate da componenti rimaste dalla produzione originale. Una volta ulteriormente perfezionata, la versione da addestramento è stata ridenominata Nieuport 82 E.2 ed è stata soprannominata Grosse Julie (Grassa Julie).

## Impiego operativo

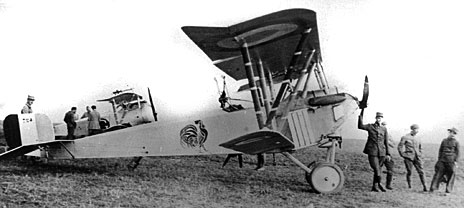
Un Nieuport 14, fotografato durante la prima guerra mondiale, con dipinto sulla fusoliera il gallo simbolo della Escadrille 62.

Le consegne ai reparti da ricognizione aerea dell'Armée de terre iniziarono alla fine del 1916, andando a sostituire gli oramai obsoleti Voisin III e V nelle missioni da bombardamento tattico. Tuttavia, avendo la necessità di dare priorità alla produzione dei caccia SPAD VII che utilizzavano lo stesso propulsore, il cambiamento portò alla riduzione della produzione del Nieuport 14, e diverse unità dell'Aéronautique Militaire, tra cui le Escadrille SPA 102 e 103, che avevano pianificato di adottare il modello, divennero invece reparti da caccia, venendo equipaggiate con il Nieuport 17.
Con la produzione interrotta prematuramente, gli esemplari rimanenti sono stati relegati a compiti di addestramento e come unità di hacking una volta apportati miglioramenti ai loro radiatori Hazet montati lateralmente e che erano stati fonte di alcuni problemi. Mentre il Nieuport 14 ha prestato servizio solo in Francia, il Nieuport 82 venne più ampiamente adottato da altre aeronautiche militari estere. A parte le scuole di volo in Francia, il Brasile ha operato con nove Nieuport 82 dal 1919 al 1924 e il Giappone ne ha gestito un piccolo numero, con almeno uno che ha acquisito la registrazione civile J-TOXC. La prima donna aviatrice nativa americana e afroamericana Bessie Coleman ha compiuto parte del suo addestramento su un Nieuport 82 in Francia.

## Versioni e varianti
Nieuport 14 A.2
designazione militare del prototipo da ricognizione equipaggiato con motore da 140 hp (104 kW).
Nieuport 14bis A.2
designazione del modello da ricognizione avviato alla produzione in serie equipaggiato con motore da 175 hp (130 kW).
Nieuport 14 E.2
designazione iniziale della versione da addestramento.
Nieuport 82 E.2
designazione definitiva della versione da addestramento equipaggiata con un motore rotativo da 80 hp (60 kW).

## Utilizzatori
Francia
- Aéronautique Militaire

### Pubblicazioni
- (FR) Gérard Hartmann, Les Nieuport de la guerre (PDF), in La Coupe Schneider et hydravions anciens/Dossiers historiques hydravions et moteurs, 2006. URL consultato il 12 marzo 2021.